# -196˚C Strong Zero
-196˚C Strong Zero, communément appelée Strong Zero, est une marque de chūhai appartenant à Suntory, disponible dans différentes saveurs et vendue notamment dans les konbini et les distributeurs automatiques. Strong vient du fait que la boisson peut atteindre 9 % d'alcool, le Zero fait référence au taux réduit de sucre.
La Strong Zero est fabriquée en congelant des fruits dans de l'azote liquide, d'où le « -196˚C », puis en les pulvérisant dans la vodka,. Comme pour de nombreux produits alimentaires et boissons disponibles au Japon, de nouvelles saveurs sont lancées pour coïncider avec la saisonnalité des différents ingrédients,.